# Serge Creuz
Serge Creuz est un peintre belge, né le 4 mai 1924 à Molenbeek-Saint-Jean, commune de Bruxelles-Capitale, mort le 15 janvier 1996 à Linkebeek.

## Biographie
Étudiant à l'Institut Supérieur des Arts Décoratifs de la Cambre, à Bruxelles, il s'y initie à la gravure et à l'illustration pour le livre sous la direction de Joris Minne.
Il devient membre de la Jeune Peinture Belge en 1946 pendant ses études.

## Son œuvre
Très tôt, il s'oriente vers le théâtre et crée de nombreux décors pour le Théâtre national de Belgique. Il travaille aussi pour la télévision belge RTBF, à Bruxelles et, en France, pour le cinéaste Yves Robert.
Nombreuses expositions de peinture, dessins et caricatures pour des revues dont, notamment, l'hebdomadaire bruxellois Pourquoi Pas pour lequel il crée des milliers de dessins en près de trente ans.

## Son action au service de l'art et des artistes
En 1977, il participe avec le scénographe Frank Lucas à la fondation de l'association Actualité de la scénographie, présidée, à sa fondation, par Arik Joukovsky.
Il fonde, à Bruxelles, dans un hôtel classé du XVIIIe siècle, la Maison de Bellone, centre de documentation et d'archivage du théâtre (dont le nom est inspiré par un relief figurant la déesse antique de Bellone qui figure sur la façade du bâtiment). Il en parle dans son livre Bellone, archives d'une maison.
Un autre livre de sa main relate ses rencontres avec des peintres sous le titre Les Peintres de mon chemin.

## Hommage
Un des plus grands athénées de la région bruxelloise porte le nom de Serge Creuz. Les trois sites de cette école d'enseignement secondaire se situent sur le territoire de la commune bruxelloise de Molenbeek-Saint-Jean où est né Serge Creuz.

## Collections publiques
- Arlon, musée Gaspar, Collections de l'Institut archéologique du Luxembourg : aquarelle[2].
- Bruxelles, Musées royaux des Beaux-Arts, huile[3].